# Samurai (brætspil)
 For alternative betydninger, se Samurai (flertydig). (Se også artikler, som begynder med Samurai)
Samurai er et brætspil af designertypen, skabt af Reiner Knizia, manden bag bl.a. Eufrat & Tigris-spillet. Spillet udkom i 1999 og udgives af Hans im Glück på tysk og af Rio Grande Games på engelsk. Spillet findes i en dansksproget version. 
Selve titlen er en henvisning til de japanske samurai-krigere, men der er ikke noget krigsspil. Spillets ramme er Japan i middelalderen og spillebrættet består af sekskantede felter, der tilsammen udgør Japans fire hovedøer. På øerne ligger en række byer og landsbyer, som det gælder om at komme til at dominere inden for tre områder: risdyrkning, religion og militærmagt. Spillets vinder er den, som har en kategori han/hun har samlet flest point i, og har flest point i de to andre. Dvs., at det gælder om at få nok til lige akkurat at vinde en kategori, og derudover have flest muligt point i de to andre.
| Spil | Spire Denne artikel om spil eller lege er en spire som bør udbygges. Du er velkommen til at hjælpe Wikipedia ved at udvide den. |